# Lista de membros do Slipknot
Esta é uma lista de membros do Slipknot, uma banda de metal formada originalmente pelo vocalista e percussionista Anders Colsefini, os guitarristas Donnie Steele e Josh Brainard, o baixista Paul Gray, o baterista Joey Jordison e o percussionista Shawn Crahan em Des Moines, Iowa. Desde a sua formação em 1995, a banda passou por diversas mudanças de formação, a maioria delas ocorridas antes do lançamento do seu álbum de estreia Slipknot, em 1999. A banda é conhecida pela sua numerosa formação, que consiste em nove membros: inclui um vocalista, dois guitarristas, um baixista, dois percussionistas, um baterista, um sampler e um DJ.
Em 1996, durante a fase de mistura do álbum demo da banda Mate. Feed. Kill. Repeat., os Slipknot tiveram a sua primeira mudança de formação quando o guitarrista Donnie Steele saiu da banda e Craig Jones assumiu o seu lugar na banda. Pouco tempo depois, o baterista Jordison sugeriu que necessitariam de um sampler a tempo inteiro e Jones ocupou o lugar já que "ele gostava de o fazer de qualquer forma". Mick Thomson entrou para ocupar o lugar vago na guitarra. Após o lançamento de Mate. Feed. Kill. Repeat., a banda encontrava-se a trabalhar em novo material que requeria mais melodia vocal e o vocalista Colsefini estava a ter problemas com isso. Em 1997, Corey Taylor foi recrutado da banda local Stone Sour e após treinar com os Slipknot "tudo encaixou". Como resultado, decidiu-se que Colsefini passaria para voz secundária e percussão. Depois de um tempo, Colsefini deixou a banda e acabou partindo para outros caminhos.
Com o objetivo de manter a percussão, Greg Welts juntou-se ao grupo substituindo Colsefini. Perto do final de 1997, cada membro da banda escolheu um número individual como seu pseudónimo. Em 1998, Welts acabou largando a banda por motivos pessoais e Chris Fehn entrou em seu lugar. Os membros de Slipknot decidiram incluir um DJ na formação, mas encontraram dificuldades em encontrar um porque "as pessoas que [eles] conheciam que eram DJs não prestavam!" Sid Wilson contactou a banda após uma actuação deles ao vivo. Conseguindo impressionar a banda com a sua habilidade e comportamento, foi considerado "material Slipknot" e a sua entrada elevou a formação da banda a nove membros. Mais uma mudança na banda ocorreu durante a fase avançada do processo de gravação do álbum de estreia, Slipknot, em 1999. Enquanto a banda fazia uma pausa na gravação do álbum, Brainard decidiu abandonar a banda e foi substituído por Jim Root.
Uma nova mudança na formação do grupo veio a ocorrer após a morte do baixista Paul Gray, em 2010. Para o seu lugar, a banda anunciou o retorno de Donnie Steele, 15 anos depois de ter deixado o Slipknot. Ele veio a deixar novamente o grupo em 2014.
No final de 2013, o baterista Joey Jordison deixou o Slipknot devido a problemas de saúde, revelados por ele alguns anos depois. Em dezembro de 2014, o antigo técnico de bateria da banda revelou a identidade de Jay Weinberg, que entrou na bateria em seu lugar, e de Alessandro Venturella, que veio a assumir a vaga de baixista deixada por Donnie Steele. Em junho de 2019, Chris Fehn anuncia sua saída da banda, dando o seu lugar ao percussionista Michael Pfaff.

## Membros atuais
Shawn Crahan
Ativo: 1995–presente
Instrumentos: percussão, voz secundária
Contribuições: todos os lançamentos
Shawn Crahan é membro da banda original formada em 1995. É o único integrante original a estar no grupo até os dias atuais.
Mick Thomson
Ativo: 1996–presente
Instrumentos: guitarra
Contribuições: todos os lançamentos, exceto Mate. Feed. Kill. Repeat. (1996)
Pouco tempo após Craig Jones entrar na banda como guitarrista, foi decidido que este passaria para os samples e Thomson entrou para ocupar o lugar na guitarra e desde então manteve-se na formação.
Corey Taylor
Ativo: 1997–presente
Instrumentos: voz
Contribuições: todos os lançamentos, exceto Mate. Feed. Kill. Repeat. (1996)
Taylor foi recrutado da banda local Stone Sour em 1997. A música de Slipknot requeria vocais mais melódicos, o que o vocalista Anders Colsefini falhava em conseguir. A ideia inicial era ter os dois a dividir a tarefa, contudo foi decidido que Taylor ficaria com a maioria dos vocais e Colsefini passou para a voz secundária.
Sid Wilson
Ativo: 1998–presente
Instrumentos: DJ,  teclados (2008-)
Contribuições: todos os lançamentos, exceto Mate. Feed. Kill. Repeat. (1996)
A banda estava interessada na entrada de um DJ para a formação mas encontravam-se relutantes já que não conheciam nenhum que considerassem suficientemente bom. Após observar a banda ao vivo, Sid Wilson afirmou "Eu sabia que tinha nascido para estar nesta banda". Wilson contactou a banda para demonstrar o seu interesse em juntar-se ao grupo. Após algumas audições e um incidente antes de um concerto em que deu cabeçadas em todos os membros da banda, foi considerado "material Slipknot" e manteve-se na banda desde então.
Jim Root
Ativo: 1999–presente
Instrumentos: guitarra
Contribuições: todos os lançamentos, exceto Mate. Feed. Kill. Repeat. (1996)
Jim Root juntou-se à banda em 1999 perto do fim do processo de gravação de Slipknot. Entrou para o lugar de guitarrista após a saída de Josh Brainard.
Alessandro Venturella
Ativo: 2014-presente
Instrumentos: baixo, teclados (2019-)
Contribuições: todos os lançamentos desde .5: The Gray Chapter (2014)
Depois da morte de Paul Gray em 2010, Donnie Steele estava assumindo a função de baixista nas turnês. No início de 2014, começaram as gravações do quinto álbum, mas a banda ainda não havia escolhido um baixista, por isso, James escreveu e gravou a maior parte das linhas de baixo com colaborações de Donnie. No final das gravações, Alessandro é escolhido. Depois da divulgação do videoclipe de "The Devil in I", a identidade de Venturella foi denunciada pelas suas tatuagens, mesmo usando máscara no clipe. Em dezembro de 2014, o antigo técnico de bateria da banda revelou a identidade dos novos integrantes. Em maio de 2015, o guitarrista James Root revela oficialmente a identidade de Alex.
Michael Pfaff
Ativo: 2019-presente
Instrumentos: percussão, voz secundária, teclados (2022-)
Contribuições: todos os lançamentos desde The End, So Far (2022)
Michael Pfaff entrou no Slipknot em 2019 substituindo o percussionista de longa data Chris Fehn, após este deixar a banda por ter movido uma ação judicial contra a mesma devido a, segundo ele, não receber a devida quantia do cachê das turnês. Inicialmente, a identidade de Michael foi mantida em segredo, sendo chamado apenas pela alcunha de Tortilla Man. Somente em março de 2022 a banda anunciou oficialmente a identidade do percussionista.
Jeff Karnowski
Ativo: 2023-presente
Instrumentos: samples, teclados, percussão
Jeff Karnoswki entrou na banda durante a pausa na turnê The End, So Far, A identidade permanece um mistério, a ponto de os fãs teorizarem que era o antigo tecladista do Korn e do Ghost, Zac Baird devido a uma foto postada por Pfaff. Antes do primeiro show de 2024, foi lançado um teaser com imagens das novas máscaras e ao acessar o código-fonte foi encontrado os nomes dos integrantes junto com Jeff e Eloy. Outra possível confirmação vem da colaboração entre Jeff e Shawn na banda Dirty Little Rabbits, a qual Michael Pfaff também fez parte como tecladista.
Eloy Casagrande
Ativo: 2024-presente
Instrumentos: bateria
Eloy começou a tocar bateria desde os sete anos, ao ganhar uma bateria de presente. A partir de 2011, integrou a banda Gloria, participando do Rock in Rio daquele ano e do álbum (Re)Nascido, lançado em 2012. No final de 2011, ingressou no Sepultura gravando três álbuns e participando de turnês ao redor do mundo. Às vésperas da turnê de despedida do Sepultura, Casagrande comunicou sua saída para dedicar-se a um novo projeto. Publicações posteriores a sua entrada indicam que ele ingressou no Slipknot em novembro de 2023. Seu primeiro show ocorreu no Pappy + Harriet's, juntando um grupo seleto de fãs e marcou o início das comemorações de 25 anos do primeiro álbum.

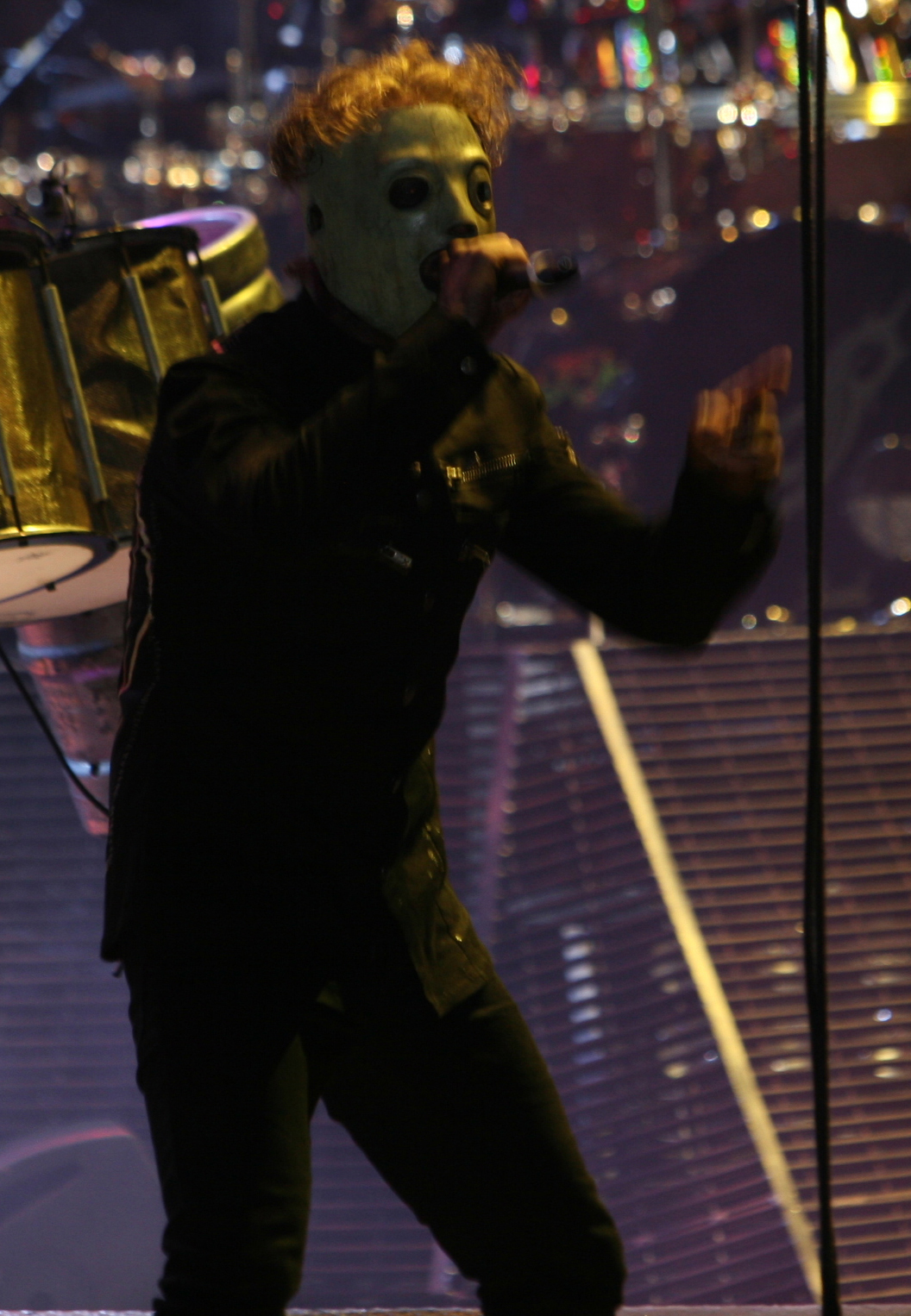
Vocalista Corey Taylor
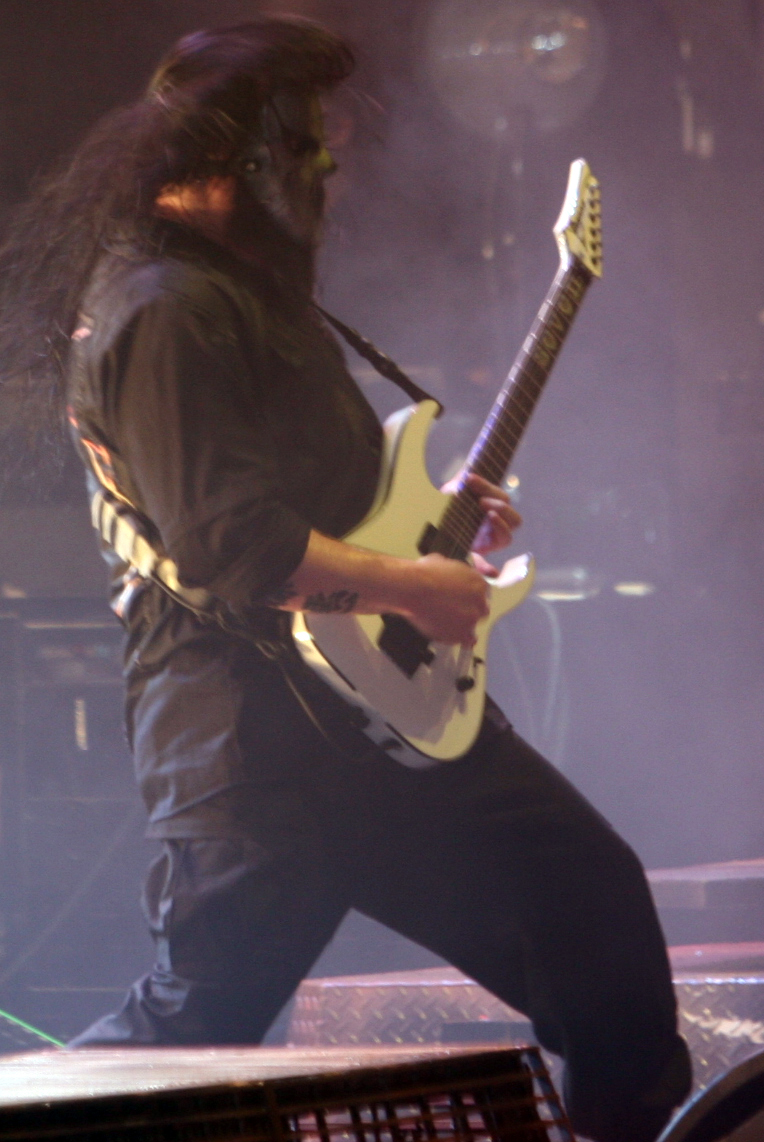
Guitarrista Mick Thomson
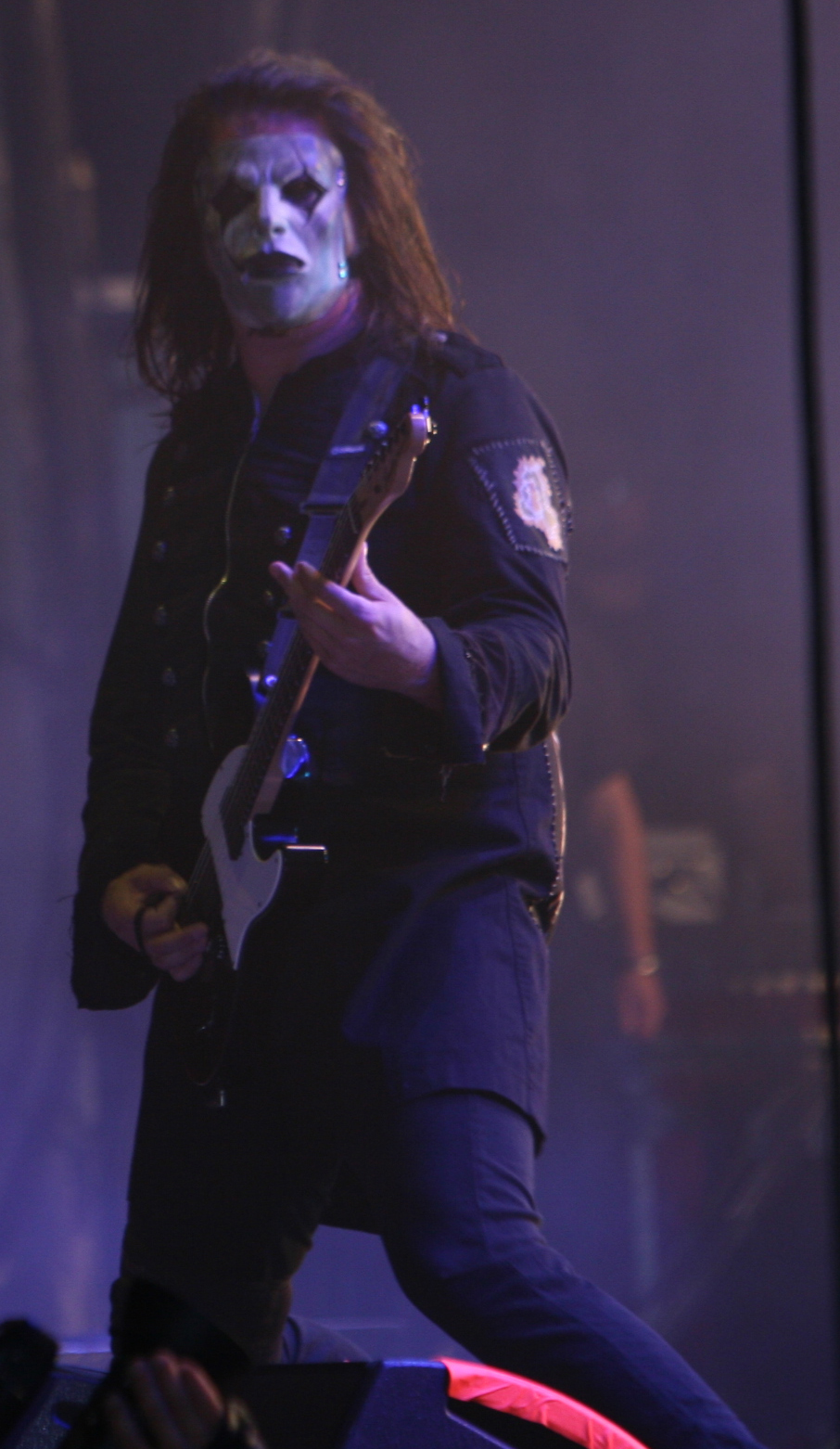
Guitarrista Jim Root
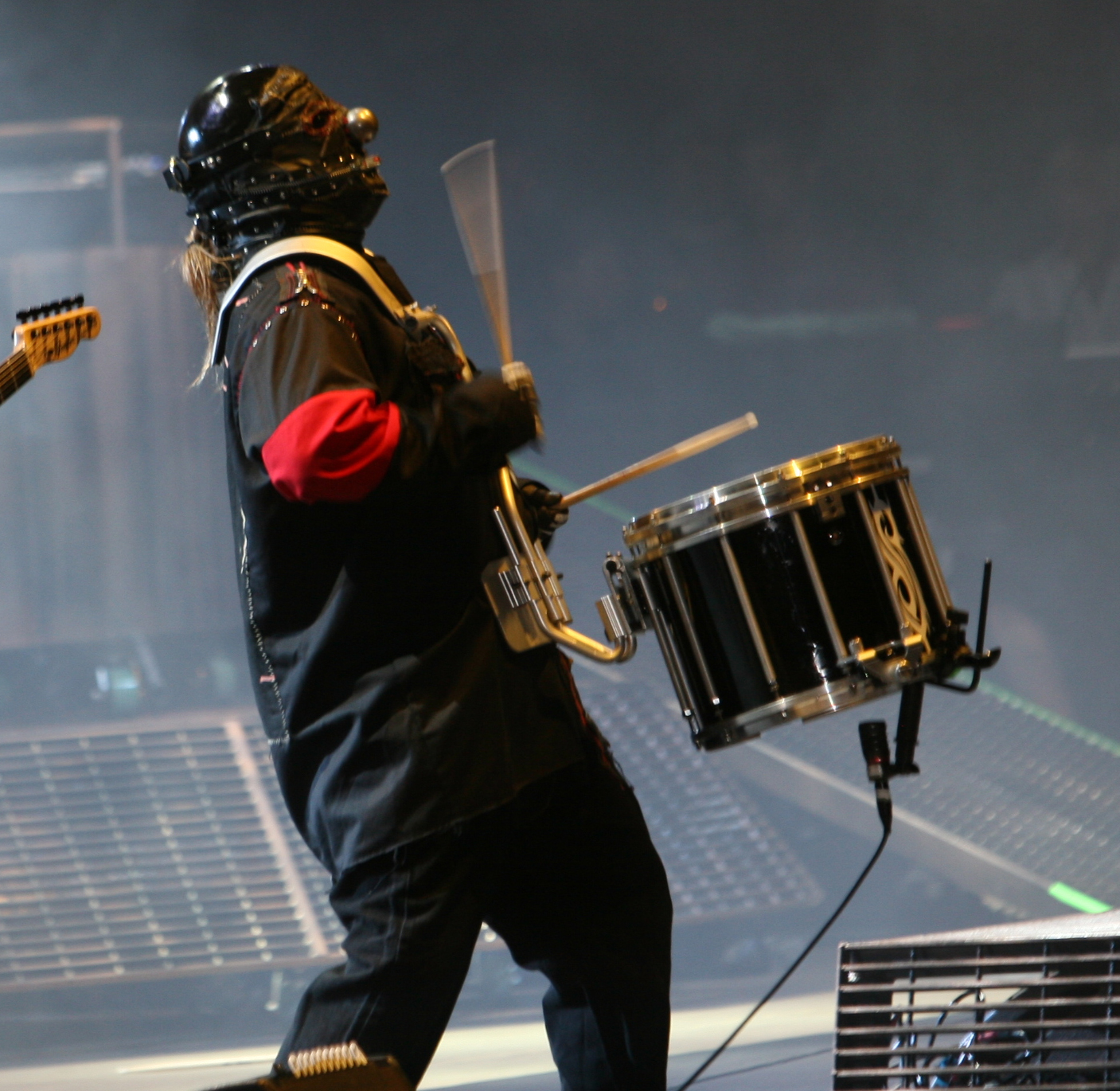
Percussionista Shawn Crahan
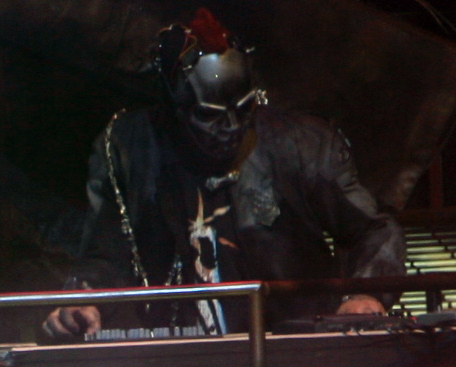
DJ Sid Wilson

Os membros de Slipknot durante o Mayhem Festival em 2008

## Membros antigos
Joey Jordison (#1)
Ativo: 1995–2013
Instrumentos: bateria
Contribuições: todos os lançamentos de Mate. Feed. Kill. Repeat. (1996) até All Hope Is Gone (2008)
Joey Jordison era junto com Shawn Crahan um dos únicos membros da banda original que ainda estavam no grupo. Pediu para sair da banda por problemas de saúde em 2013. Em 26 de julho de 2021 faleceu enquanto dormia. A causa da morte não foi divulgada pela família.
Paul Gray (#2)
Ativo: 1995–2010
Instrumentos: baixo, voz secundária
Contribuições: todos os lançamentos de Mate. Feed. Kill. Repeat. (1996) até All Hope Is Gone (2008)
Paul Gray era membro da banda original formada em 1995. Esteve com a banda até sua morte, em 24 de maio de 2010. A compilação Antennas to Hell, lançada dois anos após seu falecimento, contém músicas dos álbuns inéditos e ao vivo lançados pelo Slipknot que contaram com o baixista em sua formação.
Josh Brainard (#4)
Ativo: 1995–1999
Instrumentos: guitarra
Contribuições: Mate. Feed. Kill. Repeat. (1996), Slipknot (1999)
Josh Brainard era membro da banda original formada em 1995. Brainard saiu da banda durante a etapa de gravação de Slipknot em 1999. As razões para a sua saída são incertas. Embora se acredite que tenha sido por razões familiares, Brainard desmentiu esses rumores, explicando que "algumas decisões foram tomadas, com as quais não estava particularmente contente".
Anders Colsefini
Ativo: 1995–1997
Instrumentos: voz (1995-1997), percussão personalizada, voz secundária (1997)
Contribuições: Mate. Feed. Kill. Repeat. (1996)
Anders Colsefini era membro da banda original formada em 1995. Em 1997, Corey Taylor juntou-se à banda para partilhar a posição de vocalista. Contudo, foi decidido que Taylor ocuparia em definitivo o lugar de Colsefini e este passou consequentemente para a voz secundária. Descontente com o seu novo papel na banda, Colsefini decidiu sair pouco tempo depois.
Donnie Steele
Ativo: 1995–1996, 2011-2014
Instrumentos: guitarra (1995–1996), baixo (2011-2014)
Contribuições: Mate. Feed. Kill. Repeat. (1996), .5: The Gray Chapter (2014)
Donnie Steele era membro da banda original formada em 1995. Em fevereiro de 1996, durante a mixagem de Mate. Feed. Kill. Repeat., Steele decidiu abandonar o grupo. Foi anunciado em 10 de março de 2011 que ele substituiria o falecido baixista Paul Gray durante a turnê daquele ano. Veio a deixar novamente a banda em 2014, após as gravações de .5: The Gray Chapter.
Craig Jones (#5)
Ativo: 1996–2023
Instrumentos: guitarras (1996), samples, teclados (1996-2023)
Contribuições: todos os lançamentos de Slipknot (1999) até The End, So Far (2022)
Craig Jones primariamente entrou na banda para substituir Donnie Steele na guitarra. Contudo, Joey Jordison observou que eles estavam a incorporar uma crescente quantidade de samples nas suas gravações e não os conseguiriam produzir ao vivo. Como resultado, Jones passou para sampler a tempo inteiro. O músico deixou a banda em 7 de junho de 2023.
Greg Welts (#3)
Ativo: 1997–1998
Instrumentos: percussão personalizada, voz secundária
Contribuições: Slipknot (1999)
Após a saída de Colsefini, Greg Welts foi recrutado para ocupar o lugar vago na percussão e voz secundária. Em 1998, antes da banda assinar com a Roadrunner Records, Welts foi convidado a sair da banda tornando-se o único membro a ser despedido do grupo. As razões desta decisão são desconhecidas.
Brandon Darner
Ativo: 1998
Instrumentos: percussão personalizada, voz secundária
Contribuições: Mate. Feed. Kill. Repeat (1996), até Slipknot (1999).
Brandon Darner ficou no lugar de Greg Welts, que depois foi substituido por Chris Fehn. Saiu da banda por motivos pessoais. Já foi membro da banda To My Surprise. Atualmente se encontra aposentado.
Chris Fehn (#3)
Ativo: 1998-2019
Instrumentos: percussão personalizada, voz secundária
Contribuições: Todos os lançamentos do de Slipknot (1999) até .5: The Gray Chapter (2014)
Chris Fehn era membro do Slipknot desde 1998. Durante as gravações do álbum We Are Not Your Kind, Chris entrou com um recurso judicial contra a banda por conta que ele não estava satisfeito com o cachê de dinheiro que recebia ao longo das turnês, e acabou deixando a banda em março de 2019.
Jay Weinberg
Ativo: 2014-2023
Instrumentos: bateria
Contribuições: todos os lançamentos de .5: The Gray Chapter (2014) até The End, So Far (2022).
Depois da saída de Joey Jordison no final de 2013, depois da divulgação do videoclipe de "The Devil in I" começaram boatos de que Weinberg seria o baterista. Em dezembro de 2014, o antigo técnico de bateria da banda revelou a identidade dos novos integrantes. Em maio de 2015, o guitarrista James Root revela oficialmente a identidade de Jay. Saiu da banda em dezembro de 2023 por motivos pessoais.